# 伍德拉夫 (印地安納州)
伍德拉夫（英語：Woodruff）是位於美國印地安納州拉格蘭奇縣的一個非建制地區。該地的面積和人口皆未知。